# Lori Football Club
El Lori FC (en armenio: Լոռի Ֆուտբոլային Ակումբ) es un equipo de fútbol de Armenia que juega en la Primera Liga de Armenia, la segunda división de fútbol en el país.

## Historia
Fue fundado en el año 1936 en la ciudad de Vanadzor en la provincia de Lorri y llegaron a jugar en la Segunda Liga Soviética desde mediados de la década de los años 1980 hasta el año 1991 cuando desapareció la Unión Soviética.
Tras la independencia de Armenia se convirtieron en uno de los equipos fundadores de la Liga Premier de Armenia, donde fueron uno de los primeros equipos descendidos de la máxima categoría armenia.
En 1994 regresaron por una temporada a la Liga Premier de Armenia al descender, y fue hasta 1997 que regresaron a la primera división del país para volver a descender luego de hacer solo un punto en 18 partidos. En 2001 regresa a la primera división, permaneciendo esta vez dos temporadas hasta su descenso en 2002, jugando en la Primera Liga de Armenia hasta que el club cerró operaciones al finalizar la temporada 2005.
El 2 de julio de 2017 el club es refundado por Tovmas Grigoryan, un empresario local de Vanadzor, y fue integrado a la Primera Liga de Armenia para la temporada 2017/18, de donde salió campeón y logra el regreso a la Liga Premier de Armenia para la temporada 2018/19.

## Palmarés
- Primera Liga de Armenia: 2

1993, 2017/18